# Luke and the Bang-Tails
Pour plus de détails, voir Fiche technique et Distribution.
Luke and the Bang-Tails est un film américain de comédie réalisé par Hal Roach, sorti en 1916.

## Fiche technique
- Titre : Luke and the Bang-Tails
- Réalisation : Hal Roach
- Production : Hal Roach
- Pays d'origine : États-Unis
- Format : Noir et blanc - 1,33:1 - Film muet
- Genre : comédie
- Date de sortie : 1916

## Distribution
- Harold Lloyd : Luke
- Bebe Daniels
- Snub Pollard
- Charles Stevenson
- Fred C. Newmeyer
- Sammy Brooks
- Harry Todd
- Bud Jamison
- Dee Lampton